# Institut français d'Algérie
Institut français d'Algérie fait partie du réseau mondial des instituts français. Son bâtiment principal se trouve à Alger. L'Institut français d'Algérie comporte cinq antennes locales supplémentaires : à Annaba, Oran, Constantine, Tlemcen et Tizi Ouzou, cette dernière étant actuellement fermée,. 

## Historique
L'institut français d'Algérie a été créé le 1er janvier 2012, dans le cadre d’une réforme mondiale du réseau culturel et de coopération du ministère français des Affaires étrangères et européennes initiée par la loi du 27 juillet 2010, en remplacement des multiples centres culturels français dans le pays jusque-là réunis au sein de l'association Culturesfrance, apportant une meilleure unité et une plus grande simplicité de gestion. Les services de coopération universitaire, éducative, linguistique et culturelle de l’Ambassade de France ont ainsi fusionné pour devenir l’Institut français d’Algérie (IFA).
L'IFA est basé à Alger, la capitale du pays. Dans les années 2020, les bâtiments de plusieurs antennes de l’IFA à travers le pays, dont celle d’Annaba et d'Alger, ont été rénovés pour leur donner de nouveaux moyens facilitant les échanges interculturels.
En août 2025, des médias algériens, proches du pouvoir selon Le Monde,  affirment que l'Institut français d'Alger est utilisé par la Direction générale de la Sécurité extérieure pour recruter des Algériens. Le centre culturel est montré comme un  « nid d’espions ». Par ailleurs, les dépenses y seraient exessives : « Une ponction économique pure et simple, une rente coloniale recyclée, qui ne profite ni à la jeunesse algérienne ni au Trésor public » selon le quotidien L'Expression. Pour Le Monde, ces critiques résultent de la mise en cause en juillet d'un diplomate algérien dans la tentative d'enlèvement d'Amir DZ réfugié politique en France .

## Missions
L'IFA propose diverses activités culturelles, en plus des cours et classes de français. Ainsi, l'IFA créé des évènements à visée nationale, régionale ou locale, selon les projets; il participe également à des évènements externes, dans le cadre de la promotion de la culture et des échanges entre la France et l'Algérie,.

## Chiffres clés
Il dispose de médiathèques ouvertes au public comportant plus de 150 000 ouvrages et compte tous les ans environ: 150 conférences et débats, 550 évènements culturels, 10 000 inscrits aux cours de français et 20 000 candidats aux tests de français et dispense plus de 900 bourses universitaires et scientifiques.